# Piri reisz térképe

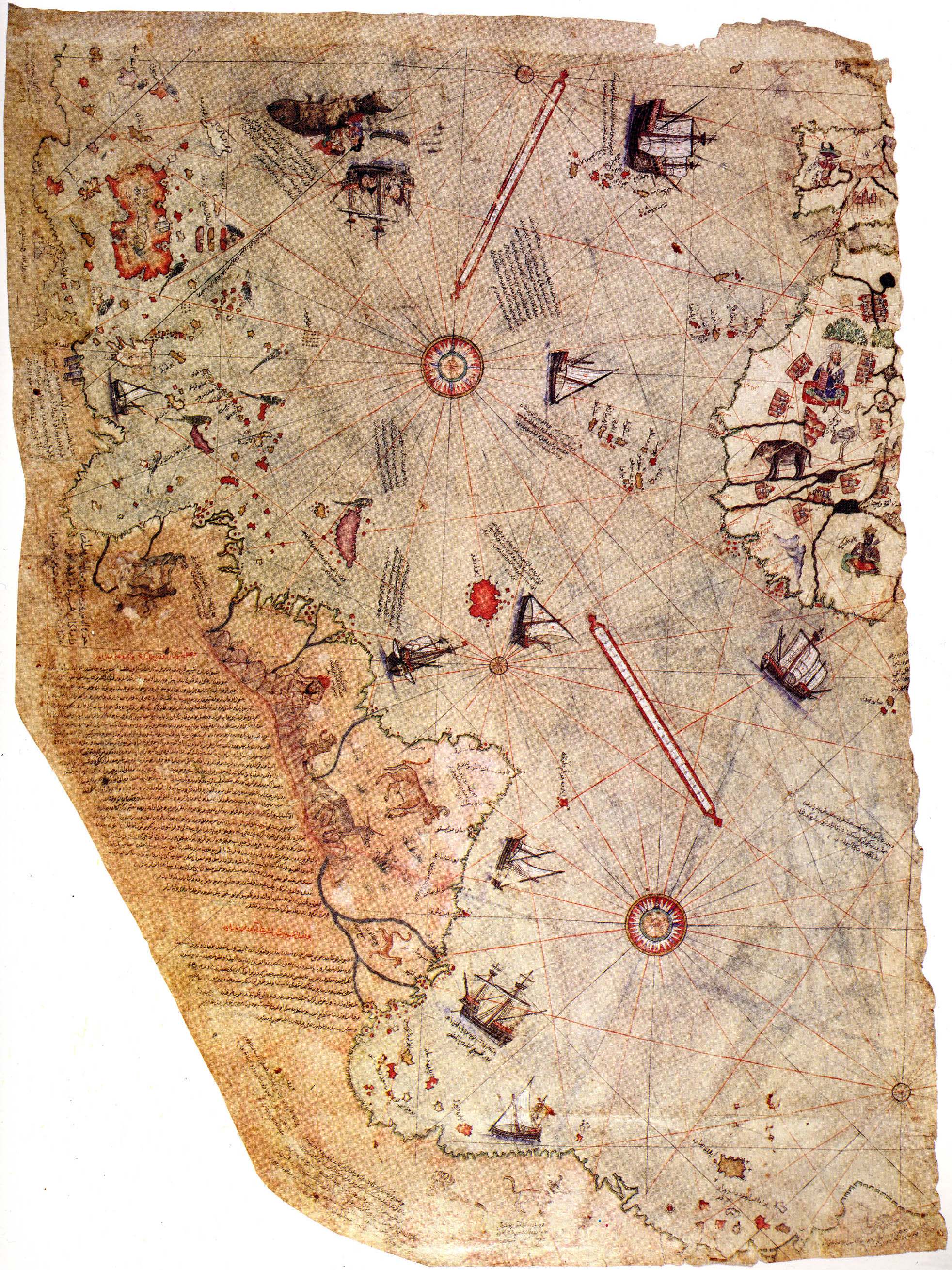
Piri reisz világtérképének megmaradt darabja

Piri reisz (1465 k. – 1554/1555) eredeti nevén Ahmet Muhiddin, oszmán török tengernagy (reisz) és térképész volt, aki a 20. században az előkerült térképéről vált világszerte ismertté.

## A térkép

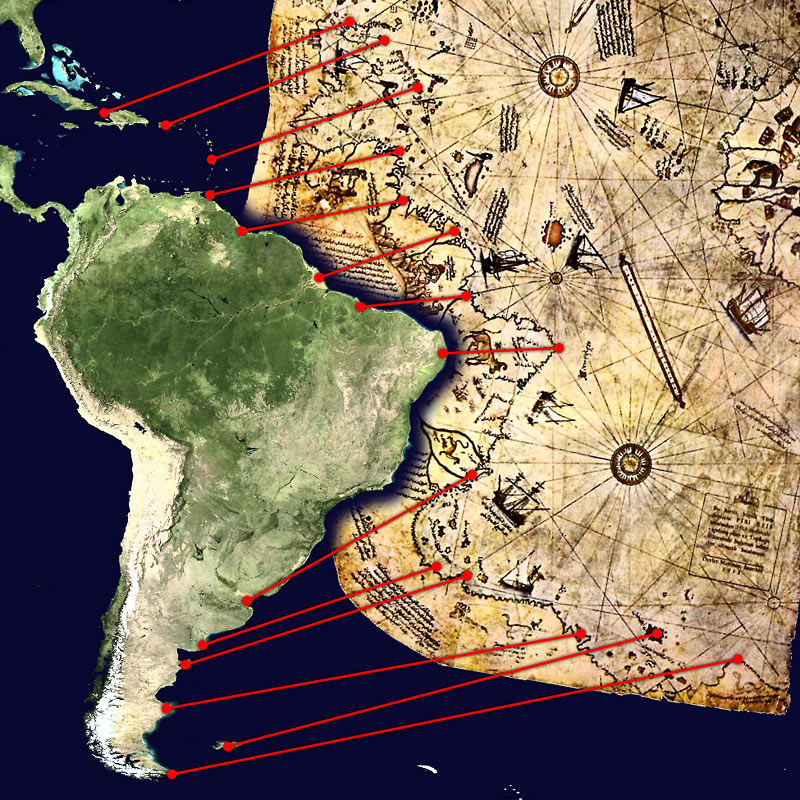
A térképdarab értelmezése. A déli rész értelmezése vitatott. Egyesek szerint a jégmentes Antarktisz partvonala jelenik meg

A térkép partvonalának lehetséges kapcsolása

Piri reisz legismertebb, 1513-as világtérképéből csak egy kis szelet maradt az utókorra. A térképdarabra a Topkapi palota Oszmán Birodalmi Irattárában dolgozó kutatók bukkantak rá 1929-ben. A térkép megtalálása – bár másolatokat küldtek a legfontosabb múzeumoknak – akkoriban nem vert föl nagy port. Csak 1956-ban történt, hogy egy látogató török tengerésztiszt másolatot ajándékozott az amerikai haditengerészet washingtoni Térképészeti Hivatalának. 1950-es években a térképet a világ legnagyobb földrajztudósai (Charles Hapgood, Arlington Mallery, Walther, D. Lineham stb.) vizsgálták.
A 65×90 cm nagyságú, őz- vagy gazellabőrre festett térképdarab az Atlanti-óceán két oldalát, Közép- és Dél-Amerikát, Afrika nyugati részét és az Ibériai-félszigetet ábrázolja, s egyes elméletek szerint az Antarktisz partvonala is megjelenik a térképen.
A szárazföldeket eltérő színekkel rajzolta meg: az Óvilág és a mai Mexikó sárga (piros felületi pontozással), Brazília pedig lila. A térképet kis grafikák díszítik: hajók, emberek (uralkodók) és állatok (amely ábrázolásokat a Korán egyébként tilt). De láthatóak fantáziaszigetek, mint például Szent Brandanus szigete, aki a 6. században egy alvó bálnát szigetnek vélt, s ez a térképen az Atlanti-óceán északi részén, egy bálna hátán főzőcskéző remete képében jelenik meg.
A térképen arabul magyarázó szövegek is olvashatók. Például: „a hegyek gazdagok ércben… Ez a terület úgy ismert mint Antilje. Négy fajta papagáj él itt. Az emberek a papagáj húsát megeszik, tollaival fejüket teljesen beborítják… Az ország lakott, az egész lakosság meztelenül jár…”
Piri reisz feljegyezte, hogy a világtérkép elkészítéséhez 20 korábbi térkép adatait vette figyelembe: nyolc Ptolemaiosz-térképet, négy korabeli portugál térképet, egy Dél-Ázsiát ábrázoló arab térképet (Caferiye) és egy Kolumbusz által készített Újvilág-térképet. Az egyik mű - állítása szerint - Nagy Sándor korából származott.
A térképhez tartozó magyarázó szövegben említés esik arról, hogy nagybátyjával, Kemál reisszel Kolumbusz felfedezéseiről egy fogságba esett hajóstól szerzett információkat és egy – harmadik útja után készült – térképet, de ezek az információk nem voltak túl nagy jelentőségűek Piri reisz számára. 1513-ban Amerika partvonala még nem jelent meg az európai felfedezők térképein. Dél-Amerika partvonalai feltérképezésére pedig még később került sor.
A térkép elsőként mutat be a Közép- és Dél-Amerika partjain olyan szigeteket és helyeket, amelyeket mai tudásunk szerint addig csak felületesen ismertek. Az Andros szigetet, Jamaicát, az Amazonas torkolatát Marajo-szigetével, a La Plata torkolatvidékét pontosan a földrajzi szélességük és hosszúságuk szerint. Ugyanakkor az Amazonast kétszer is ábrázolták. Ez viszont érthető, figyelembe véve, hogy Piri reisz 20 különböző térkép alapján rajzolta meg a magáét.
A térképpel foglalkozókat leginkább Amerika és a jeges kontinens ábrázolása foglalkoztatja mind a mai napig. De más aspektusok is igen érdekesek.
A térképen igen pontosak a szélesség és a hosszúság méretei (Afrika és Dél-Amerika közt). A pontosságra jellemző, hogy az Afrika és Brazília közötti távolság meglehetősen pontos, annak ellenére, hogy Piri reisz soha nem járt ezeken a területeken. Továbbá az ő idejében még nem léteztek olyan műszerek, amelyekkel a hajósok bemérhették volna a földrajzi hosszúságot. A 16. században, amikor a térkép készült, becslések szerint jelölték azt, s amikor Kolumbusz először hajózott az Újvilágba, egyszer sem mérte be a földrajzi hosszúságot, és a földrajzi szélességet is csak háromszor kísérelte meg, de mindannyiszor tévedett. Csak kétszáz évvel később állapították meg pontosan a két földrész földrajzi hosszúsága közti különbséget.
A térkép középpontja az alexandriai délkör (a mai keleti hosszúság 30. foka) és a Ráktérítő kereszteződése. Mivel az összes ősi görög térképész az alexandriai délkörre alapozta térképét, e központnak a térképen való alkalmazása alátámasztja Piri reisz állítását, hogy forrástérképeinek némelyike Nagy Sándor korára nyúlik vissza.
Egyes kutatók úgy vélik, hogy az ábrázolt déli partvonal azonos Antarktisz partvonalával, amit a legtöbben képtelenségnek tartanak, hiszen a déli földrészt csak 300 évvel később fedezték fel.
Hapgood földrajztudós szerint Piri reisz olyan térképeknek juthatott a birtokába, amelyek akár az ókori világ (azóta leégett) legnagyobb könyvtárából, az Alexandriai könyvtárból származhattak. Hapgood figyelmét elsősorban Antarktisz ábrázolása keltette fel. A kéregmozgásra vonatkozó elmélete alapján arra a következtetésre jutott, hogy a térkép – a napjainkban hatalmas jégtakaróval borított - déli kontinens valódi partvonalait mutatja abból az időből, amikor az még jégmentes volt. Elképzelését nemcsak saját kutatásaira alapozta, hanem az amerikai hadsereg szakértőinek a véleményére, valamint az 1949-es brit-svéd-norvég expedíció szeizmológiai kutatásának eredményére is. A brit–svéd–norvég expedíció méréseinek eredményei alátámasztották, hogy a Piri reisz térképén ábrázolt partvonal azonos az Antarktisz jégtakaró alatti partvonalával.
C. Hapgood, és A. Mallery arra a következtetésre jutottak, hogy az eredeti térképet olyan ősi emberek készíthették, akik még azelőtt mérték fel a világot és egyben Antarktikát, mielőtt ez utóbbit a jég elborította, és akik a térképkészítés igen magas szakértelmével rendelkeztek. Hapgood 1953-ban megjelent könyvében ezt írja: „Az Antarktisz éghajlata a földkéreg-elmozdulásnak köszönhetően i. e. 7000–4000 között sokkal melegebb volt, mint ma. Ez azért volt lehetséges, mivel a földrész akkor mintegy 2000 mérfölddel északabbra helyezkedett el.” 
Hapgood szerint e térkép eredeti forrása akkor készülhetett, amikor egy átmeneti globális felmelegedés során az Antarktisz jégtakarója felolvadt.
A földrajztudós kérésére a Piri reisz térképén ábrázolt Maud királyné föld partvonalát az amerikai légierő is megvizsgálta. Ennek eredményeiről Ohlmeyer alezredes tájékoztatta Hapgoodot: 
„A feltevés, miszerint a térkép alsó része a Maud királyné-öböl Martha hercegnő partját ábrázolja az Antarktiszon és a Palmer-félszigetet, elfogadható. Úgy találtuk, hogy ez a térkép leginkább logikus és minden bizonnyal korrekt értelmezése. Az a földrajzi részlet, amely a térkép alsó részén látható, feltűnően megegyezik a svéd–brit Antarktisz expedíció által a jéggel borított területről 1949-ben készített szeizmikus profillal. Ez arról tanúskodik, hogy a partvidék azelőtt lett feltérképezve, mielőtt azt jég fedte volna el… Nincs elképzelésünk sem arról, hogyan kerülhetett a térképre ez a részlet az 1513-ban feltételezetten birtokolt geográfiai tudással.”
Steven Dutch rámutatott, hogy Piri reisz a dél-amerikai földrész déli részének partvonalát pontatlanul rajzolta meg a másolások után és kelet felé görbítette azt el. Véleménye szerint a térkép egy portolán, amely ortografikus vetület alapján készült. A térképen azonosítható a Tűzföld környéke, tehát az Antarktiszról szó sincs. A Piri reisz-térkép a szokásos Mercator-féle hengervetület délköréhez viszonyítva merőlegesen ábrázolja a Karib-térséget, Dél-Amerika pedig hosszúra nyúlik el rajta. Hapgood szerint az eredeti térkép vagy térképek készítői nemcsak azt tudták, hogy a Föld gömb alakú, hanem azt is, hogy mekkora a kerülete! Továbbá az eredeti forrástérképe(ke)t, amely(ek)ről Piri reisz térképe készült, gömbháromszögön alapuló körös hálózattal szerkesztették, melynek központja Egyiptom volt. Amikor próbára tették e feltételezését, s az amerikai haditengerészet térképosztálya ugyanilyen hálózatot használva és ugyanazzal a központtal készített térképet, akkor a Karib-térség valóban derékszögben tért el, Dél-Amerika pedig megnyúlt. A körös ábrázolásnak ez a fajtája Európában csak századokkal e térkép megrajzolása után alakult ki. Piri reisz elárulta az effajta ábrázolásban való járatlanságát, mivel az eredeti térképekről másolt szárazföldeket a Mercator-vetület délkörei alapján ábrázolta, ezért kárpótlásul eltolta, és illesztgette az eredeti hálózatát.